# Schwestern- und Bruderschaft der Malche

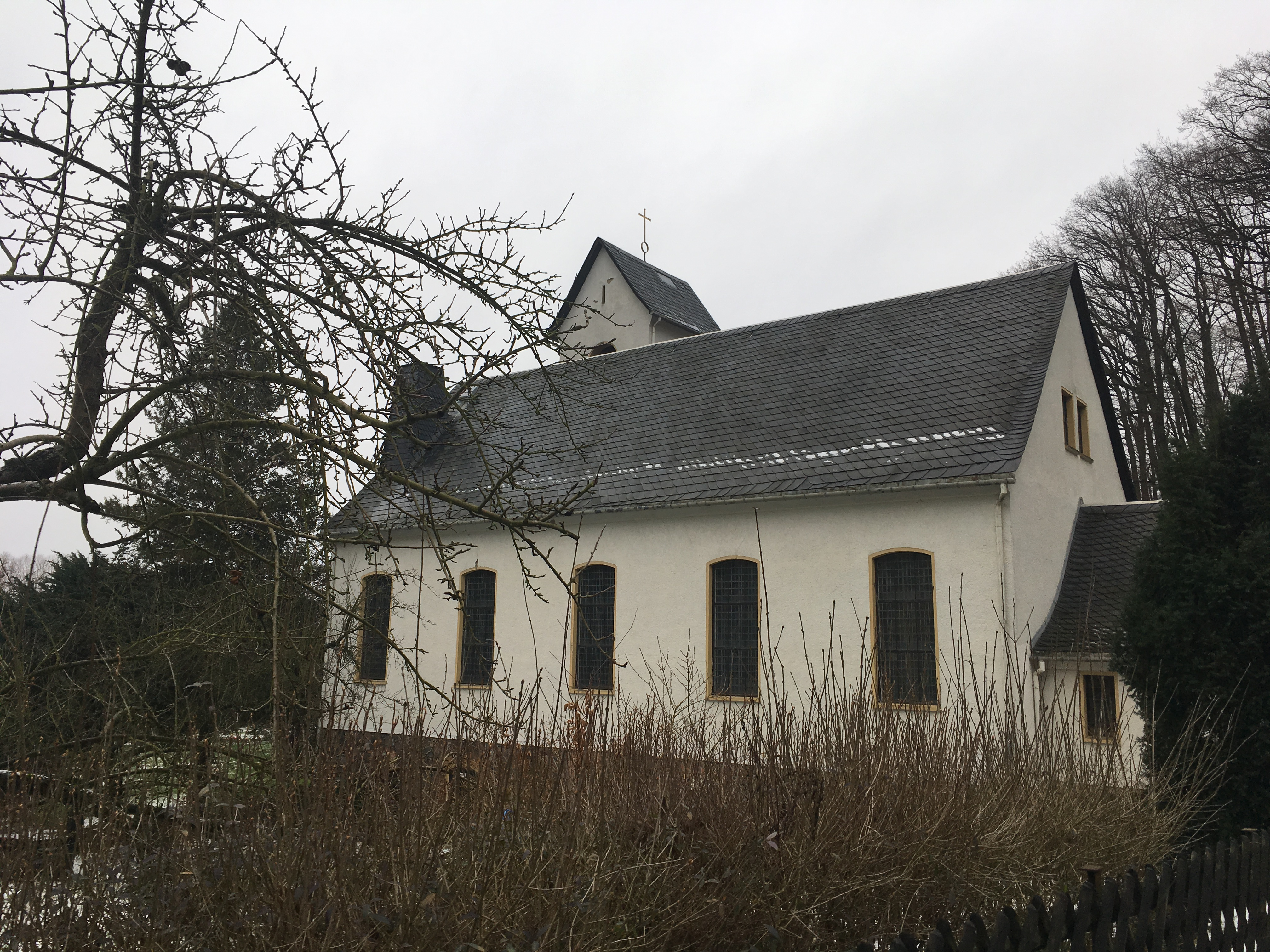
Malche-Kirche

Die Schwestern- und Bruderschaft der Malche ist eine evangelische Kommunität in Bad Freienwalde (Oder). Sie ist aus dem 1898 als Ausbildungsstätte für Missionarinnen im Nahen Osten gegründeten Bibelhaus  Malche hervorgegangen, das später auch den Namen Frauenmission Malche trug. Der heutige Träger ist der Missionshaus Malche e. V., der ein freies Werk innerhalb der Evangelischen Kirche in Deutschland ist. Die theologische Ausbildung im Missionshaus Malche wurde 2011 aufgegeben. Die neue Kernaufgabe, der sich auch die Angehörigen der Kommunität widmen, liegt im Bereich der Gäste- und Tagungsarbeit.

## Geschichte
Der Ursprung liegt im „Bibelhaus“ Malche, das 1898 von Pastor Ernst Lohmann gegründet wurde. Schon früh erkannten die Gründer, dass sie zur Umsetzung ihrer Ziele einer Trägerschaft bedurften, und so etablierten sie am 23. März 1900 unter der Bezeichnung „Frauenmission Malche e. V.“ einen eingetragenen Verein. Hieraus wurde später der gemeinnützige Verein „Missionshaus Malche e. V.“ ins Vereinsregister Freienwalde eingeschrieben; ihm angeschlossen ist die Schwestern- und Bruderschaft der Malche.
Nach dem Zweiten Weltkrieg und der Teilung Deutschlands entstand im Westen eine eigene Arbeit. Diese hat seit 1956 ihren Sitz in Porta Westfalica und wurde im Laufe der Zeit zum heutigen Theologisch-pädagogischen Seminar Malche ausgebaut. Die Gebäude am Ort wurden zunächst als Lazarett, später als Altenheim genutzt. In Bad Freienwalde entstand 1957 unter anderem die Malche-Kirche. Nach der Wiedervereinigung Deutschlands 1990 blieben die beiden Arbeitszweige eigenständige Organisationen.

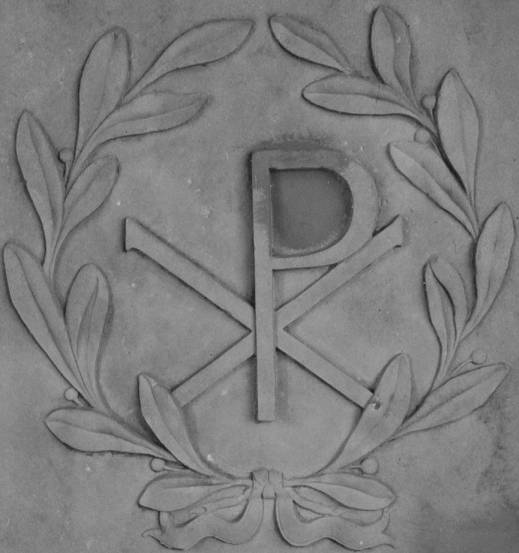
Christusmonogramm

## Die Kommunität
Der Wahlspruch der Gemeinschaft beruht auf dem Zweiten Brief an die Korinther (5,15 ); dort heißt es:

„Er aber ist für alle gestorben, damit die Lebenden nicht mehr für sich leben, sondern für den, der für sie starb und auferweckt wurde.“

Ihr Dienst und Leben ist eng mit dem Missionshaus verbunden, und daher verstehen sie ihren Auftrag auch in der missionarischen Verkündigung des Evangeliums. Sie arbeiten für die Bildungseinrichtung und streben an, die Menschen für den christlichen Verkündigungsdienst vorzubereiten.
Als äußeres Erkennungszeichen der unverheirateten und verheirateten Kommunitätsmitglieder tragen diese eine Brosche mit dem Christusmonogramm. Auf der Rückseite sind die Worte „Freiwillig dem Herrn“ und „2.Kor.5,15“ eingraviert.
Derzeit gehören 120 Frauen und Männer der Gemeinschaft an. Sie wohnen in ihren Heimatorten in Deutschland und im Ausland und gehen ihren Berufen nach oder leben im Ruhestand. Sie unterstützen das Missionshaus in finanzieller Hinsicht.

## Missionshaus Malche
Das Missionshaus ist ein freies Bildungswerk in Form eines eingetragenen Vereins innerhalb der Evangelischen Kirche in Deutschland (EKD). Der Stammsitz ist das kleine Tal Malche bei Bad Freienwalde/Oder, der Name dieses Tals ist auch der Namensgeber der Schwestern- und Bruderschaft und des Missionshauses. Das zentrale Gebäude ist die in den 1950er Jahren auf dem Fundament einer zuvor abgerissenen Scheune errichtete Kirche. Daneben existieren ein Gärtnerhaus, eine Bibliothek, das Kleine und Große Gästehaus, eine Villa, ein Café, ein Blockhaus sowie die etwas abgelegene Dornbusch-Kapelle. Das kleine Gebäude wurde Anfang der 1930er Jahre als Waschhaus mit zwei Waschkesseln errichtet. Mit dem Anschluss an den elektrischen Strom konnte das Missionshaus elektrische Waschmaschinen erwerben. Das Waschhaus wurde überflüssig und verfiel. 1997 wurde es restauriert und in eine Kapelle umgewandelt. In ihr findet die morgendliche Andacht statt. Die Kirchlich-theologische Fachschule wurde 2011 geschlossen. Die Anlage wird seither vom Träger als Gästehaus und Veranstaltungszentrum bewirtschaftet.

## Organisation
Das höchste Organ des Vereins ist die Mitgliederversammlung, die einmal jährlich stattfindet. Hieraus wird der sechsköpfige Vorstand gewählt, dessen Amtszeit auf fünf Jahre festgelegt ist; er tagt in regelmäßigen Abständen. Die Geschäftsführung und Bereichsleitungen werden durch leitende Mitarbeiter wahrgenommen; sie sind dem Vorstand gegenüber rechenschaftspflichtig.
Die Schwestern und Brüder treffen sich in Bruderversammlungen; hier werden die inneren Angelegenheiten der Schwestern- und Bruderschaft bearbeitet und Beschlüsse umgesetzt.

## Aufnahme
Nach einer mindestens einjährigen Mitarbeit und einem gemeinsamen Leben in Malche entscheidet die Schwestern- und Brüderversammlung über die Aufnahme. Die Einsegnung erfolgt drei Jahre nach der Aufnahme, damit bekennen sich die Bewerber zu einem Höchstmaß an Verpflichtungen.